# US Open-mesterskabet i herredouble 2022
US Open-mesterskabet i herredouble 2022 var den 142. turnering om US Open-mesterskabet i herredouble. Turneringen var en del af US Open 2022 og blev spillet i USTA Billie Jean King National Tennis Center i New York City, USA i perioden 31. august - 9. september 2022.
Mesterskabet blev for vundet af Rajeev Ram og Joe Salisbury, som dermed blev det første par, der vandt US Open-mesterskabet i herredouble to år i træk, siden Todd Woodbridge og Mark Woodforde sejrede i 1995 og 1996. I finalen vandt Ram og Salisbury med 7-6(4), 7-5 over Wesley Koolhof og Neal Skupski, og den amerikansk-britiske duo vandt deres tredje grand slam-titel som makkere. Det var også deres tredje titel i 2022, idet de tidligere på sæsonen havde vundet ATP Tour Masters 1000-turneringerne i Monte-Carlo og Cincinnati. Det var i øvrigt første gang siden 2005, at herredouble-finalen ved US Open var et opgør mellem de to topseedede par. Skupski var i sin første grand slam-finale i herredouble, mens Koolhof tidligere havde tabt US Open-finalen i 2020 med Nikola Mektić ved sin side.
Dette var den første udgave af US Open efter at de fire grand slam-turneringer havde indført et fælles kampformat med en tiebreak til 10 point ved stillingen 6-6 i tredje sæt, hvilket ændrede det tidligere kampformat ved US Open-mesterskabet i herredouble, hvor der siden 1975 var blevet spillet en tiebreak til 7 point i afgørende sæt. Marcelo Demoliner, João Sousa, Marcel Granollers og Horacio Zeballos blev de første spillere til at afprøve det nye format, da Demoliner og Sousa vandt deres møde i første runde med 3–6, 7–6(3), 7–6(10-4).
Efter Ruslands invasion af Ukraine tidligere på året tillod tennissportens styrende organer, WTA, ATP, ITF og de fire grand slam-turneringer, at spillere fra Rusland og Hviderusland fortsat kunne deltage i turneringer på ATP Tour og WTA Tour, men de kunne indtil videre ikke stille op under landenes navne eller flag, og spillerne fra de to lande deltog derfor i turneringen under neutralt flag.

## Pengepræmier og ranglistepoint
Den samlede præmiesum til spillerne i herredouble androg $ 3.471.600 (ekskl. per diem), hvilket var en stigning på 5,0 % i forhold til året før.
| Resultat               | Pengepræmier | Pengepræmier | Ændring ift. 2021 | ATP-point |
| Resultat               | Pr. par      | Total        | Ændring ift. 2021 | ATP-point |
| ---------------------- | ------------ | ------------ | ----------------- | --------- |
| Vindere (1)            | $ 688.000    | $ 688.000    | +4,2 %            | 2.000     |
| Finalister (1)         | $ 344.000    | $ 344.000    | +4,2 %            | 1.200     |
| Semifinalister (2)     | $ 172.000    | $ 344.000    | +4,9 %            | 720       |
| Kvartfinalister (4)    | $ 97.500     | $ 390.000    | +4,8 %            | 360       |
| Tabere i 3. runde (8)  | $ 56.400     | $ 451.200    | +4,4 %            | 180       |
| Tabere i 2. runde (16) | $ 35.800     | $ 572.800    | +5,3 %            | 90        |
| Tabere i 1. runde (32) | $ 21.300     | $ 681.600    | +6,5 %            | 0         |
| Samlet præmiesum       | -            | $ 3.471.600  | +5,0 %            | -         |

## Turnering

### Deltagere
Hovedturneringen har deltagelse af 64 par, der er fordelt på:
- 57 direkte kvalificerede par i form af deres ranglisteplacering.
- 7 par, der har modtaget et wildcard.

#### Seedede par
De 16 bedst placerede af parrene på ATP's verdensrangliste blev seedet:
| Seedning | Rang. | Spillere                             | Resultat        |
| -------- | ----- | ------------------------------------ | --------------- |
| 1        |       | Rajeev Ram Joe Salisbury             | Mestre          |
| 2        |       | Wesley Koolhof Neal Skupski          | Finalister      |
| 3        |       | Marcelo Arévalo Jean-Julien Rojer    | Semifinalister  |
| 4        |       | Tim Pütz Michael Venus               | Tredje runde    |
| 5        |       | Marcel Granollers Horacio Zeballos   | Første runde    |
| 6        |       | Nikola Mektić Mate Pavić             | Kvartfinalister |
| 7        |       | Ivan Dodig Austin Krajicek           | Anden runde     |
| 8        |       | Thanasi Kokkinakis Nick Kyrgios      | Tredje runde    |
| 9        |       | Rohan Bopanna Matwé Middelkoop       | Første runde    |
| 10       |       | Jamie Murray Bruno Soares            | Anden runde     |
| 11       |       | Lloyd Glasspool Harri Heliövaara     | Kvartfinalister |
| 12       |       | Kevin Krawietz Andreas Mies          | Anden runde     |
| 13       |       | Juan Sebastián Cabal Robert Farah    | Semifinalister  |
| 14       |       | Santiago González Andrés Molteni     | Første runde    |
| 15       |       | Simone Bolelli Fabio Fognini         | Tredje runde    |
| 16       |       | Nicolas Mahut Édouard Roger-Vasselin | Første runde    |

#### Wildcards
Syv par modtog et wildcard til hovedturneringen.
| Par                             | Resultat     |
| ------------------------------- | ------------ |
| Sebastian Gorzny Alex Michelsen | Første runde |
| Christopher Eubanks Ben Shelton | Anden runde  |
| Robert Galloway Alex Lawson     | Anden runde  |
| Nicholas Godsick Ethan Quinn    | Anden runde  |
| Brandon Holt Govind Nanda       | Første runde |
| Nicholas Monroe Keegan Smith    | Anden runde  |
| Hunter Reese Max Schnur         | Første runde |

### Resultater

#### Kvartfinaler, semifinaler og finale
| Rajeev Ram    |
| Joe Salisbury |

| Hugo Nys      |
| Jan Zieliński |

| Rajeev Ram    |
| Joe Salisbury |

| Juan Sebastián Cabal |
| Robert Farah         |

| Juan Sebastián Cabal |
| Robert Farah         |

| Lloyd Glasspool  |
| Harri Heliövaara |

| Rajeev Ram    |
| Joe Salisbury |

| Nikola Mektić |
| Mate Pavić    |

| Wesley Koolhof |
| Neal Skupski   |

| Marcelo Arévalo   |
| Jean-Julien Rojer |

| Marcelo Arévalo   |
| Jean-Julien Rojer |

| Marcelo Demoliner |
| João Sousa        |

| Wesley Koolhof |
| Neal Skupski   |

| Wesley Koolhof |
| Neal Skupski   |

#### Første, anden og tredje runde
| Rajeev Ram    |
| Joe Salisbury |

| Federico Coria     |
| Cristian Rodríguez |

| Rajeev Ram    |
| Joe Salisbury |

| Sander Gillé |
| Łukasz Kubot |

| Aslan Karatsev |
| Luke Saville   |

| Aslan Karatsev |
| Luke Saville   |

| Rajeev Ram    |
| Joe Salisbury |

| Nicholas Monroe |
| Keegan Smith    |

| Simone Bolelli |
| Fabio Fognini  |

| Márton Fucsovics |
| Alex Molčan      |

| Nicholas Monroe |
| Keegan Smith    |

| Nikola Ćaćić        |
| Ramkumar Ramanathan |

| Simone Bolelli |
| Fabio Fognini  |

| Simone Bolelli |
| Fabio Fognini  |

| Jamie Murray |
| Bruno Soares |

| Hunter Reese |
| Max Schnur   |

| Jamie Murray |
| Bruno Soares |

| Hugo Nys      |
| Jan Zieliński |

| Hugo Nys      |
| Jan Zieliński |

| Fabrice Martin |
| Jonny O'Mara   |

| Hugo Nys      |
| Jan Zieliński |

| Albert Ramos-Viñolas    |
| Bernabé Zapata Miralles |

| Ariel Behar     |
| Gonzalo Escobar |

| Ariel Behar     |
| Gonzalo Escobar |

| Ariel Behar     |
| Gonzalo Escobar |

| Daniel Altmaier |
| Thiago Monteiro |

| Ivan Dodig      |
| Austin Krajicek |

| Ivan Dodig      |
| Austin Krajicek |

| Tim Pütz      |
| Michael Venus |

| Andrej Golubev |
| Pedro Martínez |

| Tim Pütz      |
| Michael Venus |

| Nuno Borges      |
| Francisco Cabral |

| Nuno Borges      |
| Francisco Cabral |

| Nicolás Barrientos     |
| Miguel Á. Reyes-Varela |

| Tim Pütz      |
| Michael Venus |

| Diego Hidalgo |
| Fabien Reboul |

| Juan Sebastián Cabal |
| Robert Farah         |

| Rafael Matos         |
| David Vega Hernández |

| Diego Hidalgo |
| Fabien Reboul |

| Sebastian Gorzny |
| Alex Michelsen   |

| Juan Sebastián Cabal |
| Robert Farah         |

| Juan Sebastián Cabal |
| Robert Farah         |

| Lloyd Glasspool  |
| Harri Heliövaara |

| William Blumberg  |
| Miomir Kecmanović |

| Lloyd Glasspool  |
| Harri Heliövaara |

| Tomislav Brkić  |
| Máximo González |

| Raven Klaasen |
| Marcelo Melo  |

| Raven Klaasen |
| Marcelo Melo  |

| Lloyd Glasspool  |
| Harri Heliövaara |

| Ben McLachlan |
| Franko Škugor |

| Thanasi Kokkinakis |
| Nick Kyrgios       |

| André Göransson    |
| Yoshihito Nishioka |

| André Göransson    |
| Yoshihito Nishioka |

| Hugo Gaston     |
| Lorenzo Musetti |

| Thanasi Kokkinakis |
| Nick Kyrgios       |

| Thanasi Kokkinakis |
| Nick Kyrgios       |

| Nikola Mektić |
| Mate Pavić    |

| Brandon Holt |
| Govind Nanda |

| Nikola Mektić |
| Mate Pavić    |

| Nicholas Godsick |
| Ethan Quinn      |

| Nicholas Godsick |
| Ethan Quinn      |

| Nikoloz Basilashvili |
| Hans Hach Verdugo    |

| Nikola Mektić |
| Mate Pavić    |

| Ilja Ivasjka  |
| Kwon Soon-Woo |

| Robin Haase    |
| Philipp Oswald |

| Robin Haase    |
| Philipp Oswald |

| Robin Haase    |
| Philipp Oswald |

| Marcos Giron       |
| Mackenzie McDonald |

| Kevin Krawietz |
| Andreas Mies   |

| Kevin Krawietz |
| Andreas Mies   |

| Nicolas Mahut          |
| Édouard Roger-Vasselin |

| Quentin Halys    |
| Adrian Mannarino |

| Quentin Halys    |
| Adrian Mannarino |

| Aleksandr Bublik |
| Holger Rune      |

| Aleksandr Bublik |
| Holger Rune      |

| Denis Kudla    |
| Frances Tiafoe |

| Quentin Halys    |
| Adrian Mannarino |

| Sebastián Báez          |
| Tomás Martín Etcheverry |

| Marcelo Arévalo   |
| Jean-Julien Rojer |

| Aleksandr Nedovjesov |
| Aisam-ul-Haq Qureshi |

| Aleksandr Nedovjesov |
| Aisam-ul-Haq Qureshi |

| John Peers     |
| Alexei Popyrin |

| Marcelo Arévalo   |
| Jean-Julien Rojer |

| Marcelo Arévalo   |
| Jean-Julien Rojer |

| Marcel Granollers |
| Horacio Zeballos  |

| Marcelo Demoliner |
| João Sousa        |

| Marcelo Demoliner |
| João Sousa        |

| Feliciano López |
| Jaume Munar     |

| Feliciano López |
| Jaume Munar     |

| Benjamin Bonzi     |
| Arthur Rinderknech |

| Marcelo Demoliner |
| João Sousa        |

| Christopher Eubanks |
| Ben Shelton         |

| Lorenzo Sonego   |
| Andrea Vavassori |

| Petros Tsitsipas   |
| Stefanos Tsitsipas |

| Christopher Eubanks |
| Ben Shelton         |

| Lorenzo Sonego   |
| Andrea Vavassori |

| Lorenzo Sonego   |
| Andrea Vavassori |

| Rohan Bopanna    |
| Matwé Middelkoop |

| Santiago González |
| Andrés Molteni    |

| Matthew Ebden |
| Max Purcell   |

| Matthew Ebden |
| Max Purcell   |

| Robert Galloway |
| Alex Lawson     |

| Robert Galloway |
| Alex Lawson     |

| Aljaž Bedene    |
| Emil Ruusuvuori |

| Matthew Ebden |
| Max Purcell   |

| Nathaniel Lammons |
| Jackson Withrow   |

| Wesley Koolhof |
| Neal Skupski   |

| Jiří Lehečka |
| Jiří Veselý  |

| Nathaniel Lammons |
| Jackson Withrow   |

| Steve Johnson |
| Sam Querrey   |

| Wesley Koolhof |
| Neal Skupski   |

| Wesley Koolhof |
| Neal Skupski   |